# Niloufar Bayani
Niloufar Bayani (in persiano: نیلوفر بیانی; Teheran, 1988) è una biologa e attivista iraniana, ricercatrice nel campo della fauna selvatica.
È stata condannata nel 2019 per spionaggio dalle autorità iraniane in un processo a porte chiuse in Iran, e ha ricevuto una pena detentiva di 10 anni.

## Biografia

### Istruzione e carriera
Bayani si è laureata presso la McGill University in Canada con una laurea in Biologia nel 2009 e ha conseguito un Master in Biologia della Conservazione presso la Columbia University. Successivamente ha lavorato come consulente di progetto per il Programma delle Nazioni Unite per l'ambiente (UNEP) tra il 2012 e il 2017.
Dopo essere tornata in Iran, si è unita alla  Persian Wildlife Heritage Foundation (PWHF), un'organizzazione ambientale iraniana che è stata co-fondata da Kavous Seyed-Emami e da alcuni altri ambientalisti iraniani. PWHF è un'organizzazione senza fini di lucro controllata da un consiglio di fondazione e da un comitato esecutivo i cui membri sono esperti di strategie di conservazione e gestione delle risorse naturali. In Iran ha lavorato a progetti sulla fauna selvatica allestendo trappole fotografiche in sette province per monitorare il ghepardo asiatico in pericolo di estinzione

### Arresto e reclusione
Bayani è stato arrestata nel gennaio 2018 dalle autorità iraniane con l'accusa di spionaggio. Insieme a lei sono stati arrestati altri 7 ambientalisti: Sam Radjabi, Houman Jowkar, Taher Ghadirian, Morad Tahbaz, Sepideh Kashani, Amir Hossein Khaleghi e Abdolreza Kouhpayeh.
Secondo un rapporto della BBC, Bayani è stata sottoposta ad isolamento per otto mesi e i suoi interrogatori l'hanno torturata e minacciata di violenza sessuale.
Nel 2019, Bayani ha scritto una lettera aperta all'Ayatollah Khamenei, descrivendo il duro trattamento da parte dei guardiani della rivoluzione. Il 18 febbraio 2020, la BBC Persia pubblicato alcune lettere che la dott.ssa Bayani scrisse dalla prigione di Evin, in cui descriveva dettagliatamente le torture e le minacce che le erano state inflitte al fine di estorcerle alcune confessioni. Bayani ha detto che i suoi carcerieri le hanno mostrato una foto del corpo di Kavous Seyed-Emami (il capo dell'istituto ambientale per cui ha lavorato, e il cui corpo è stato trovato nella sua cella in prigione, due giorni dopo il suo arresto, con i funzionari che affermavano che si fosse suicidato).
È stata condannata nel 2020 senza la possibilità di avere un avvocato e nonostante le sue proteste.

## Reazioni internazionali
Il 14 marzo 2019, il Parlamento europeo ha adottato una risoluzione in cui condannava le violazioni iraniane ai diritti umani, alla libertà di espressione, al processo equo, alla libertà di stampa, alla libertà di pensiero e alla libertà di religione. In particolare, il documento fa riferimento al caso della dott.ssa Bayani e degli altri ambientalisti al punto E; ed esorta le autorità iraniane a rilasciare tutti gli individui detenuti solamente per aver esercitato il diritto di espressione e di riunione pacifica.
Il Consiglio dei diritti umani delle Nazioni Unite, il 28 gennaio, 2020, ha pubblicato un rapporto sulla situazione dei diritti umani in Iran, il cui relatore esprime preoccupazione per quanto riguarda le condizioni di rispetto dei diritti umani fondamentali. Un paragrafo del documento riguarda il caso degli otto ambientalisti detenuti, tra cui Niloufar Bayani, che è stata accusata di «collaborare con lo stato nemico degli Stati Uniti» ed è stata anche condannata a pagare al governo iraniano lo stipendio percepito come consulente di progetto del Programma delle Nazioni Unite per l'ambiente (UNEP) tra il 2012 e il 2017. Il relatore del rapporto ha invitato le autorità iraniane a garantire il rispetto delle attività svolte dalla comunità scientifica a beneficio del paese iraniano.
L'organizzazione internazionale Scholars at Risk ha lanciato un appello internazionale chiedendo il rilascio immediato di Niloufar Bayani

## Reazioni iraniane
In seguito alla rivelazione di Niloufar Bayani sulle molestie sessuali e psicologiche dei carcerieri, la Procura di Teheran ha negato le accuse, sostenendo che tutte le procedure di interrogatorio erano state filmate e ha collegato la questione a delle accuse e ad azioni pianificate alla vigilia delle elezioni. La Procura di Teheran ha inoltre sottolineato la sensibilità della magistratura per la dignità di imputati, detenuti e prigionieri.
La rivelazione del comportamento dell'intelligence iraniana nei confronti di Niloufar Bayani è stata ampiamente riportata sui social media.
In seguito, l'attivista riformista e politico iraniano Mustafa Tajzadeh ha scritto una dichiarazione su Twitter e ha chiesto la verità sul caso Bayani e la punizione per gli autori delle violenze.